# Tilapia louka
Tilapia louka är en fiskart som beskrevs av Thys van den Audenaerde, 1969. Tilapia louka ingår i släktet Tilapia och familjen Cichlidae. IUCN kategoriserar arten globalt som livskraftig. Inga underarter finns listade i Catalogue of Life.